# Mühlhausen (Oberpfalz)
Mühlhausen er en kommune i Landkreis Neumarkt in der Oberpfalz i Oberpfalz i den tyske delstat Bayern.

## Geografi
Kommunen ligger 15 kilometer syd for Neumarkt in der Oberpfalz ved Main-Donau-Kanalen. Floden Sulz løber gennem Mühlhausen fra nord mod syd hvor den møder Altmühldalen.

### Inddeling
Ud over Mühlhausen ligger i kommunen disse landsbyer og bebyggelser: Aumühle, Bachhausen, Belzlmühle, Ellmannsdorf, Gänsmühle, Greißelbach, Herrenau, Hofen, Kerkhofen, Körnersdorf, Kruppach, Reismühle, Rocksdorf, Sandmühle, Schafhof, Sulzbürg, Wangen, Wappersdorf, Weihersdorf og Wettenhofen.

## Historie
Mühlhausen hørte til rigsherresædet Sulzbürg. Da slægten Wolfenstein uddøde kom hele området i perioden 1740 1768 under Kurfyrstedømmet Bayern.

## Solkraftværk
Solarpark Mühlhausen (Solarparks Bavaria) der ligger ved Main-Donau-Kanalen producerer ca. 6.750 MWh strøm om året, og er dermed et af de største solkraftværker i verden.